# Гінзбург Лев Борисович
Лев Борисович Гінзбург — київський будівельник-підрядник, купець першої гільдії, на початку ХХ століття входив до десятки найбагатших людей Києва, власник Будівельної контори Льва Гінзбурга.
Будівник першого хмарочоса України. Його перше шестиповерхове дітище на вулиці Миколаївська, 9 (нині — Городецького) мало ноу-хау — «підйомну гідравлічну машину». Простіше кажучи — ліфт. Другий будинок Ґінзбурга, семиповерховий, побудували на Бібіковському бульварі (бульвар Шевченка) — сьогодні це частина готелю Premier Palace. Був запрошений до Чикаго для будівництва хмарочосів.

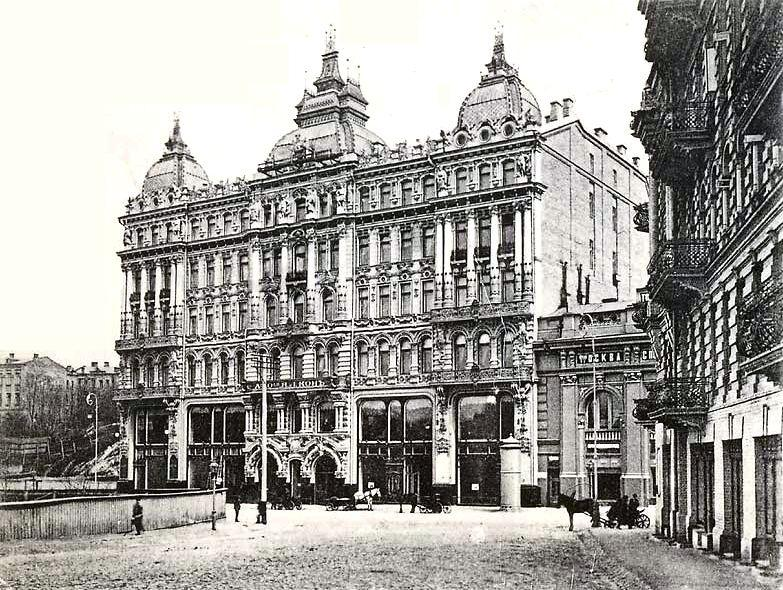
Будинок Гінзбурга